# Антиохида II
Вижте пояснителната страница за други личности с името Антиохида.
Антиохида II (на старогръцки: Ἀντιoχίς, Antiochis) е принцеса от династията на Селевкидите.

## Биография
Антиохида II е дъщеря на Селевк II Калиник, цар на Сирия (246 – 226 пр.н.е.) и на Лаодика II. По бащина линия е внучка на Антиох II Теос. Сестра е на Селевк III Сотер и Антиох III Велики.
През 212 пр.н.е. Антиохида II се омъжва за Ксеркс, цар на Армения през 228 – 212 пр.н.е. от династията на Оронтидите, цар на Армосата, град между Ефрат и Тигър.